# Ropa vieja
La ropa vieja es una preparación a base de carne deshebrada, específicamente de la falda de la vaca, consumida en países como: Colombia, Costa Rica, Cuba, Honduras, México, Nicaragua, Puerto Rico, Panamá, Venezuela y en las islas Canarias (España). Se dice que el nombre proviene de la apariencia desgarrada de la carne.

## Preparación
Se prepara con el corte de la vaca conocido como falda, aunque también se puede usar espaldilla y sobrebarriga. Según el país, la carne se cocina con hierbas aromáticas (laurel, cilantro, tomillo, clavo de olor), verduras y condimentos. Luego de la cocción, la carne se desmecha y posteriormente se guisa en el caldo producto de la cocción con un sofrito que puede incluir cebolla, ají dulce, ajo, tomate, entre otras verduras. En Colombia y Venezuela, al final se puede mezclar con huevo, resultando una especie de carne con huevos revueltos. Usualmente se sirve con arroz blanco, frijoles y tajadas de plátano fritas o ensalada. También se usa como relleno de arepas.

## Denominaciones regionales
- Chile: Ropa vieja.[2]
- Colombia: Carne desmechada[1]
- Costa Rica: Ropa vieja.
- Cuba: Ropa vieja
- Panamá: Ropa vieja
- Venezuela: Carne mechada[1]
- Guatemala: Hilachas de Carne